# Spornja
Spornja (ryska: Спорня) är ett vattendrag i Belarus.   Det ligger i voblasten Minsks voblast, i den norra delen av landet, 80 km nordväst om huvudstaden Minsk.
I omgivningarna runt Spornja växer i huvudsak blandskog. Runt Spornja är det ganska glesbefolkat, med 26 invånare per kvadratkilometer.